# Brézins
Brézins – miejscowość i gmina we Francji, w regionie Owernia-Rodan-Alpy, w departamencie Isère.
Według danych na rok 1990 gminę zamieszkiwało 1245 osób, a gęstość zaludnienia wynosiła 151 osób/km² (wśród 2880 gmin regionu Rodan-Alpy Brézins plasuje się na 666. miejscu pod względem liczby ludności, natomiast pod względem powierzchni na miejscu 1258.).